# Храм Сатурна

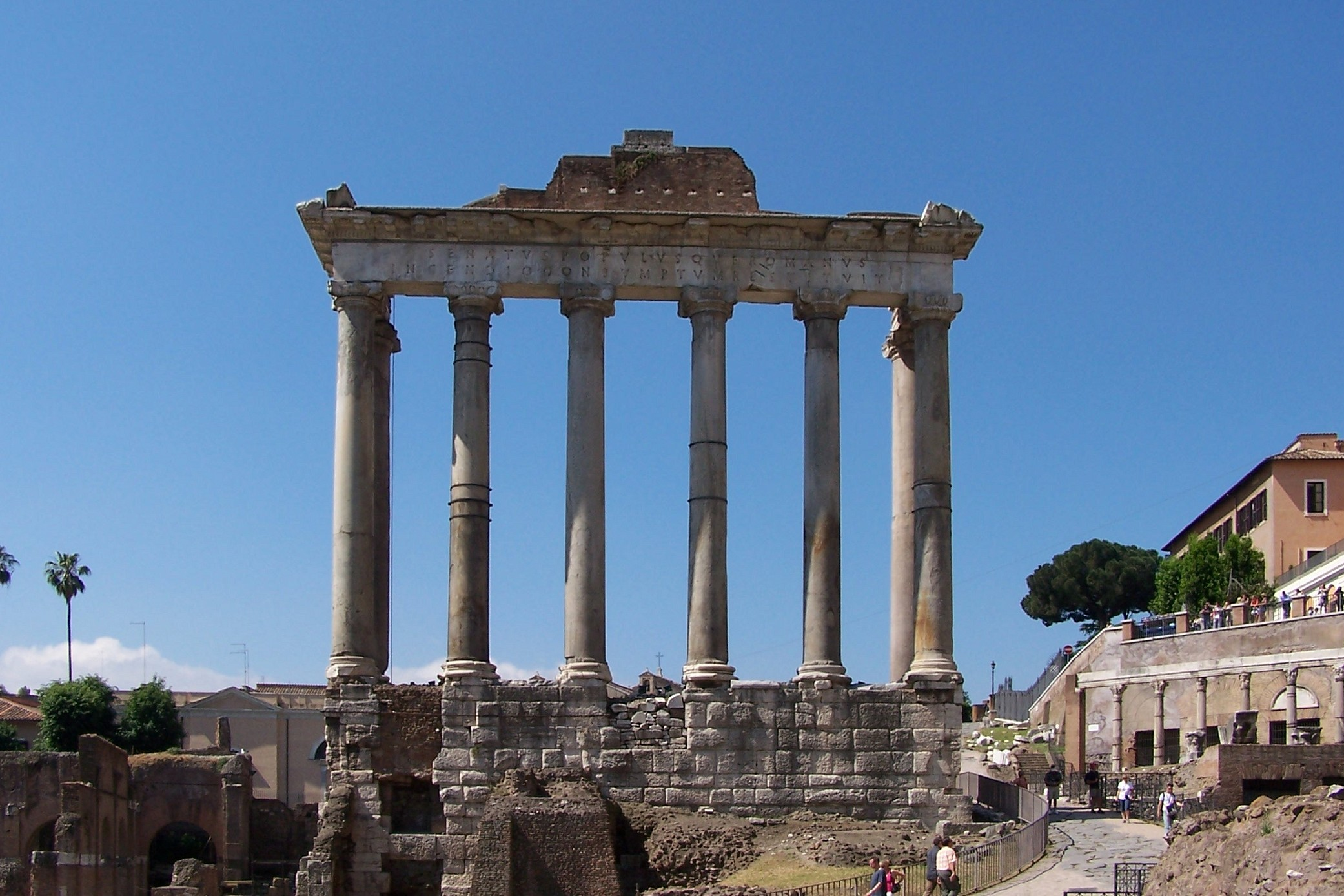
Залишки храму Сатурна на Римському Форумі

Храм Сатурна — храм на Римському форумі.

## Опис
Храм, що являє собою тип псевдопериптера з колонадою іонічного ордера, піднімається на подіумі на північний захід від Ростри на схилах Капітолія. Це один з найдавніших храмів Риму. Він був споруджений у 497 до н. е. Але в 42 до н. е. едил (від лат:, aedilis — посадова особа, що відав наглядом за будівництвом і утриманням храмів) Мунацій Планк приступив до радикальної перебудови будівлі. Йому приписується спорудження подіуму, повністю покритого травертином (40 м в довжину, 22,50 — в ширину і 9 — у висоту), який зберігся до наших днів. Напис на архітраві дає можливість зробити припущення про вторинну реставрацію 283 року до н. е., що була необхідна після пожежі: лат. Senatus populusque romanus incendio consumptum restituit — «Сенат і народ Риму знищене пожежею відновили». Від травертинового фундаменту відходив виступ будівлі з двома подіумами, розділеними сходами, що ведуть до храму; всередині одного з них знаходився Аерарій (лат. Aerarium)- Казначейство Римської держави. Від нього збереглося піднесення, що йде уздовж всього боку, повернутого до Форуму. У Целле зберігалася статуя бога Сатурна, яку носили під час процесій з нагоди тріумфальних урочистостей. Зведення цього храму пов'язане з найкритичнішим моментом в історії Риму: тривалі неврожаї, голод, епідемії і глибока економічна і торгова криза характеризують роки, наступні за падінням монархії. І в спробі уникнути нещасть місто поспішно починає оточувати себе щільним кільцем храмів: храм Сатурна в 497 до н. е., храм Меркурія — покровителя торгівлі — у 495 році і храм Церери — богині Землі і Родючості — у 493 році. Будівництво храму Сатурна було свого роду даниною богу Сатурну, якого римляни ототожнювали з грецьким богом Кроносом і шанували за його здатність рятувати місто від лих — Lua Saturni. Біля храму 17 грудня починалося щорічне свято Сатурналій. До наших днів залишилося лише кілька колон іонічного ордера, що збереглися після реставрації в 283 році.

## Галерея

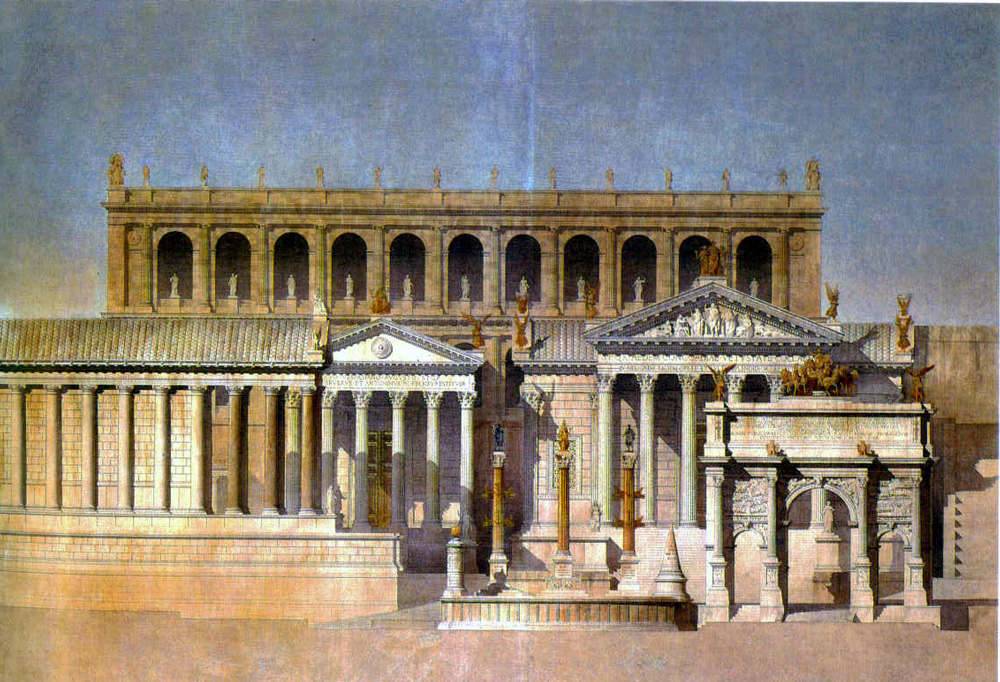
Антична реконструкція (ліворуч — Храм Веспасіана), 1866
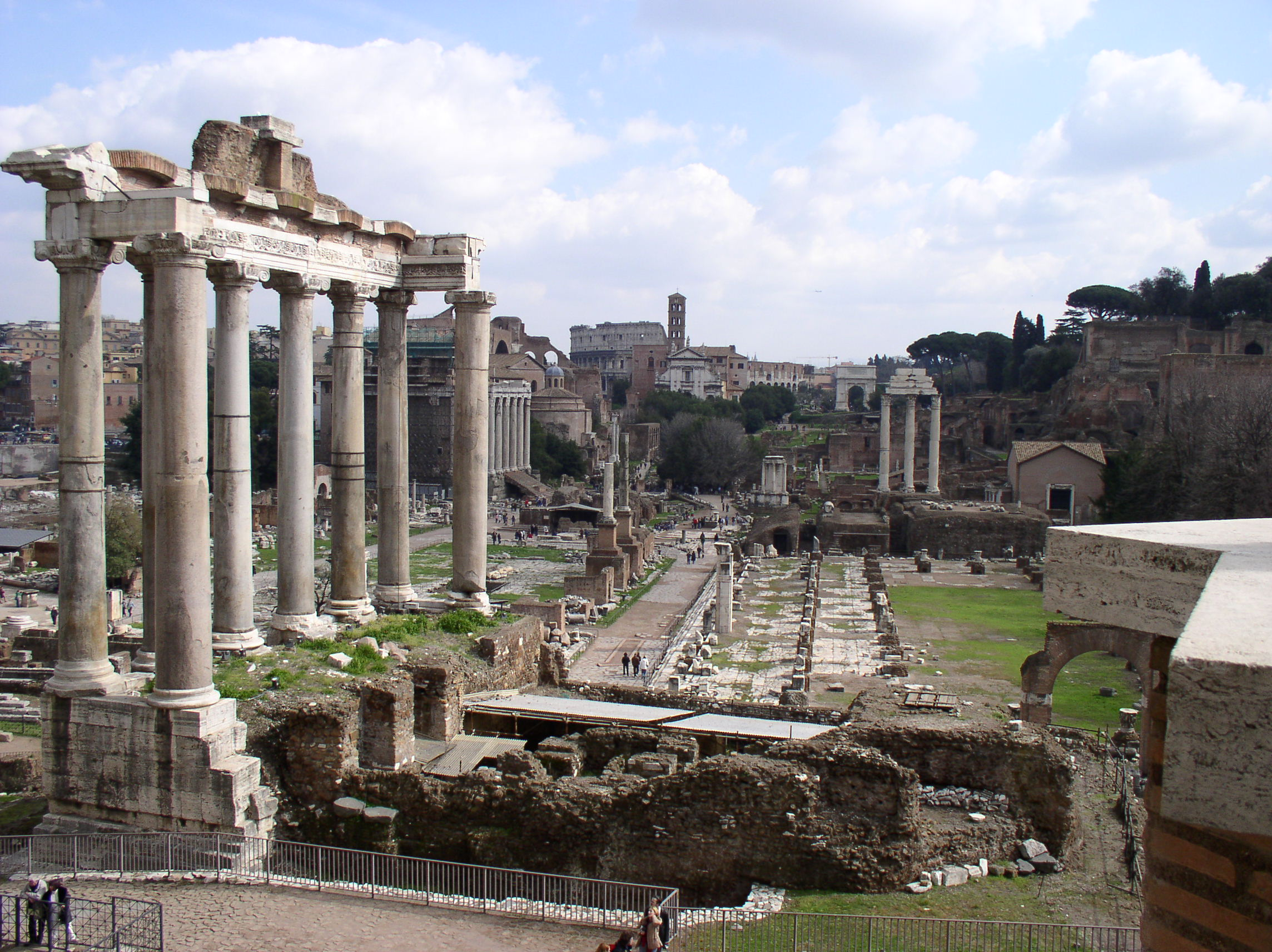
Римський форум
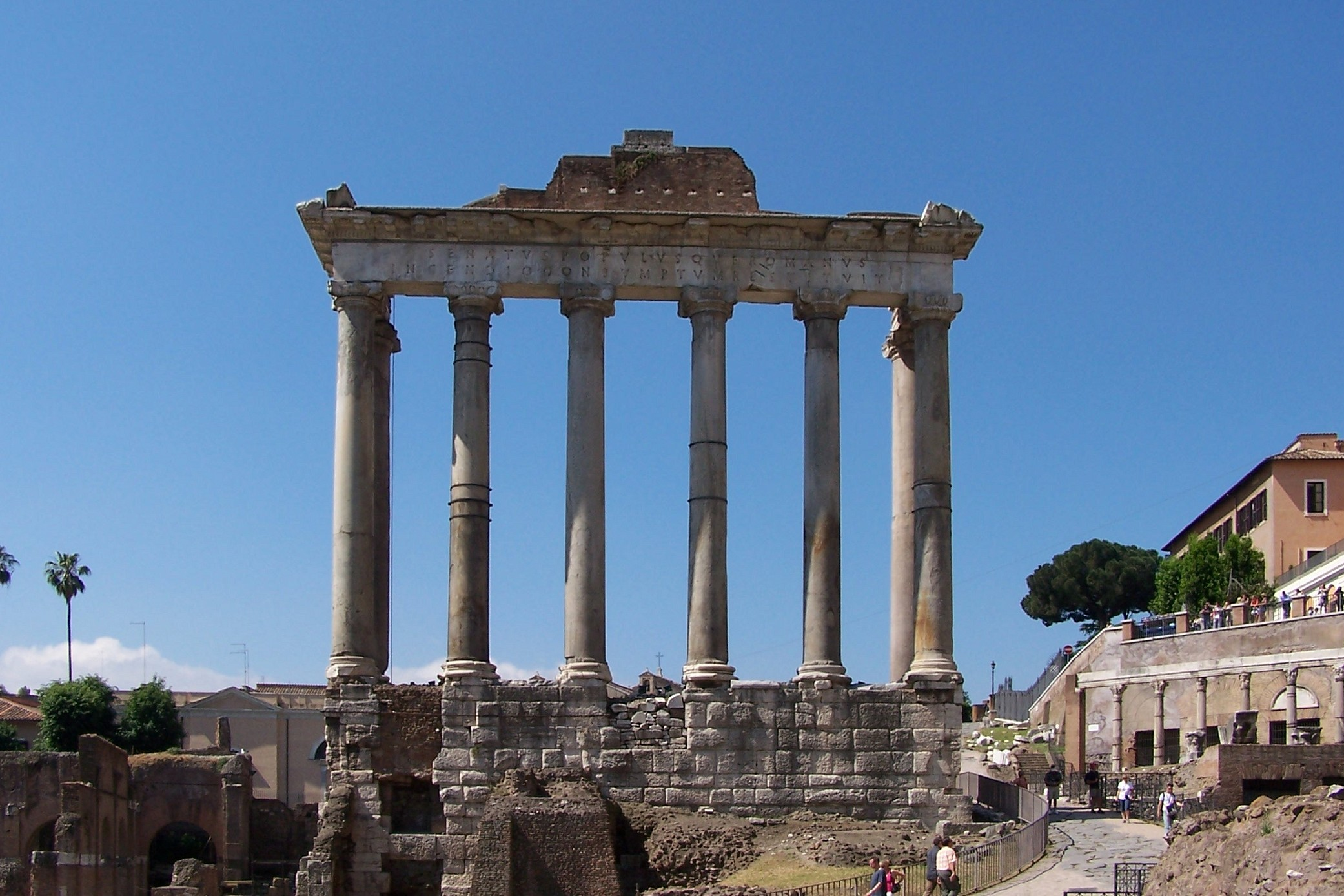
Рештки колонади
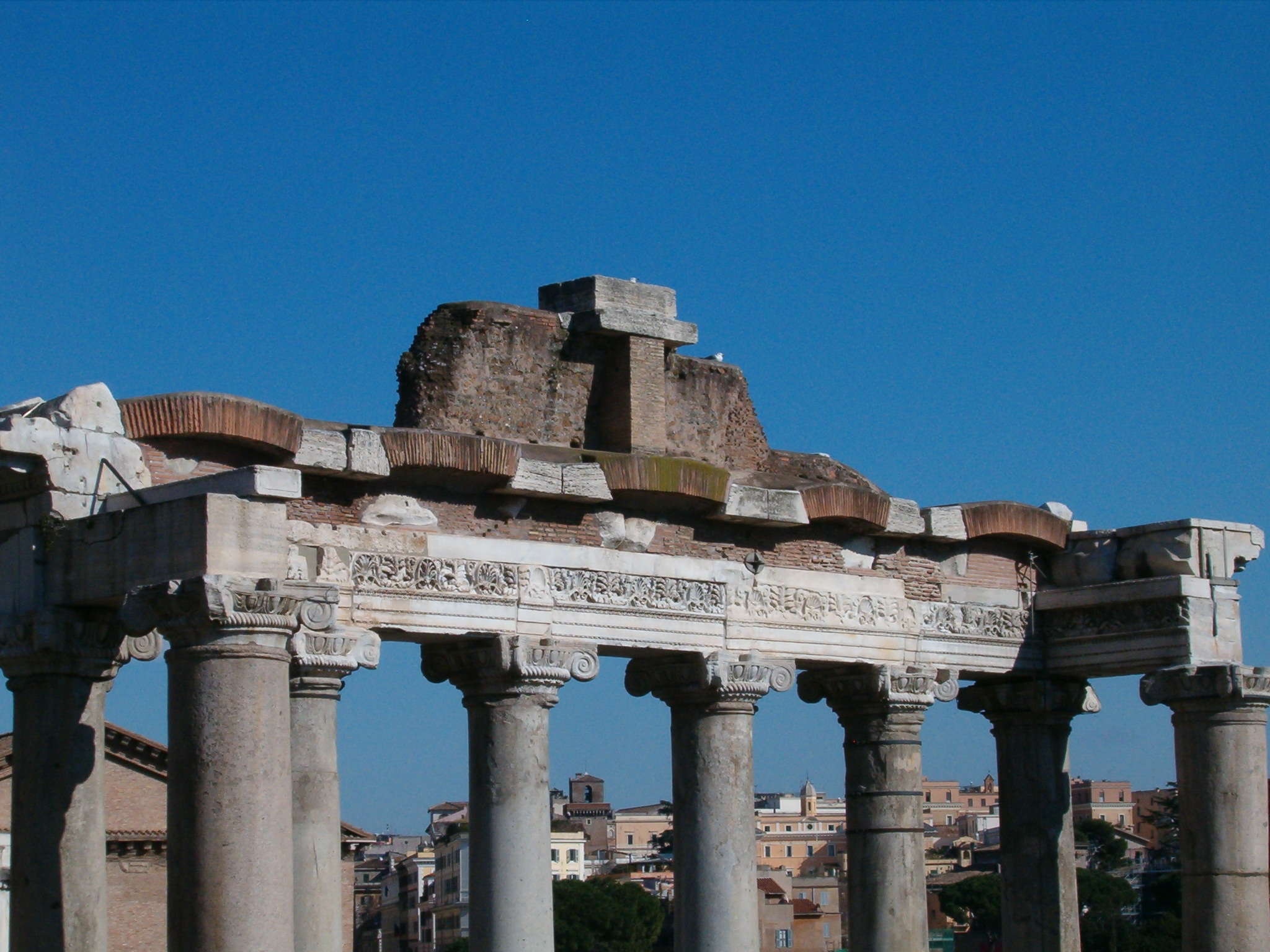
Рештки колонади
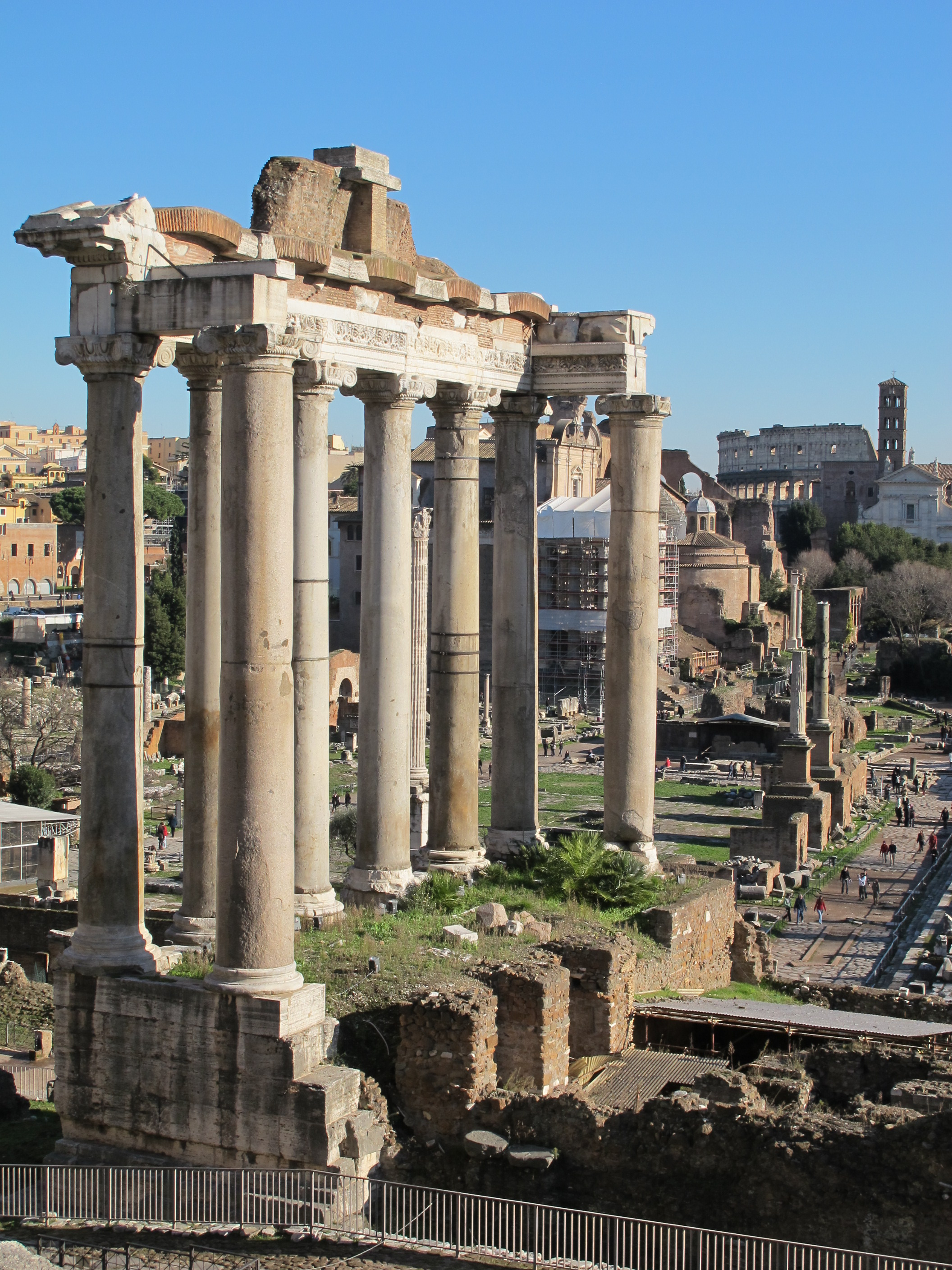
Рештки колонади
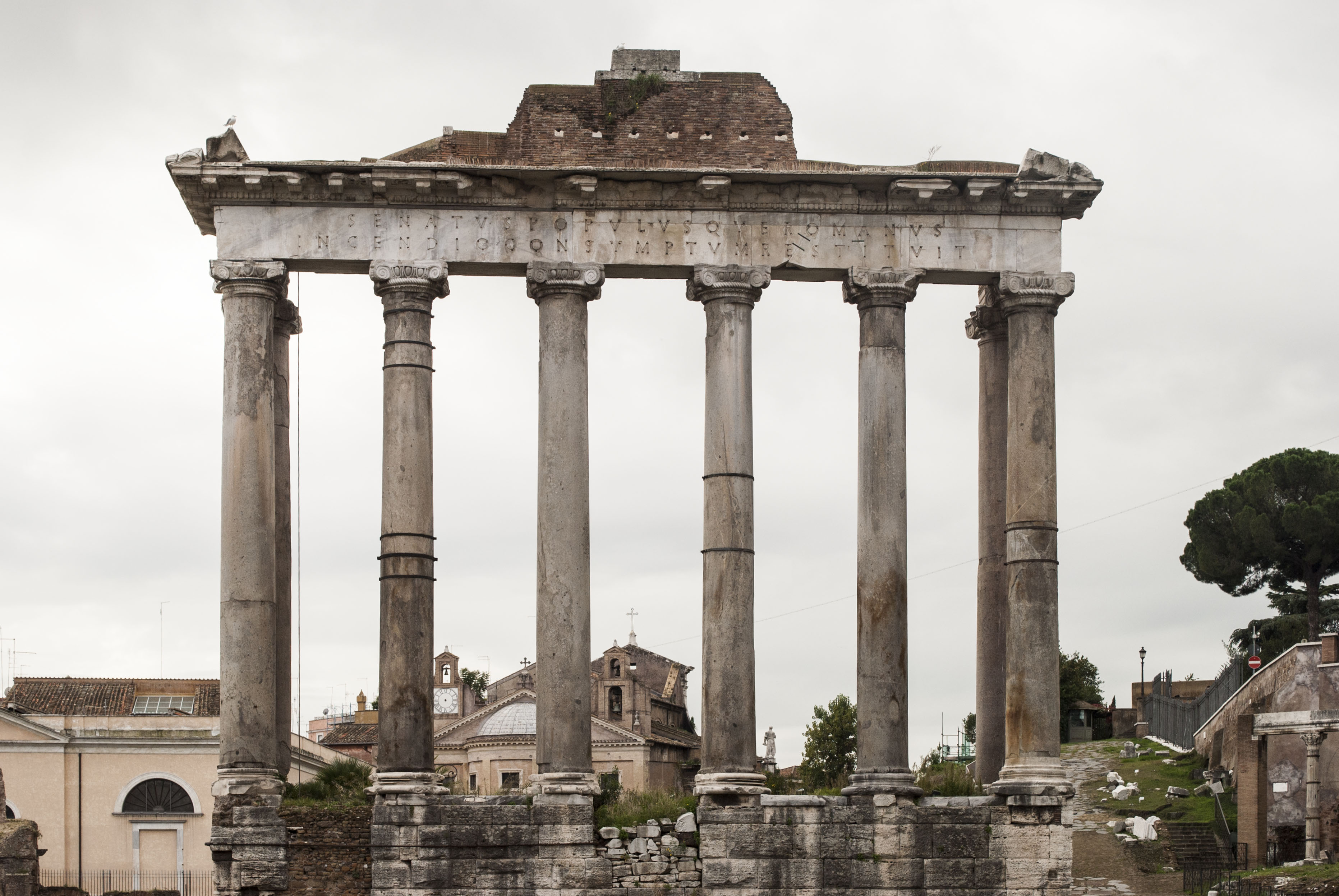
Рештки колонади
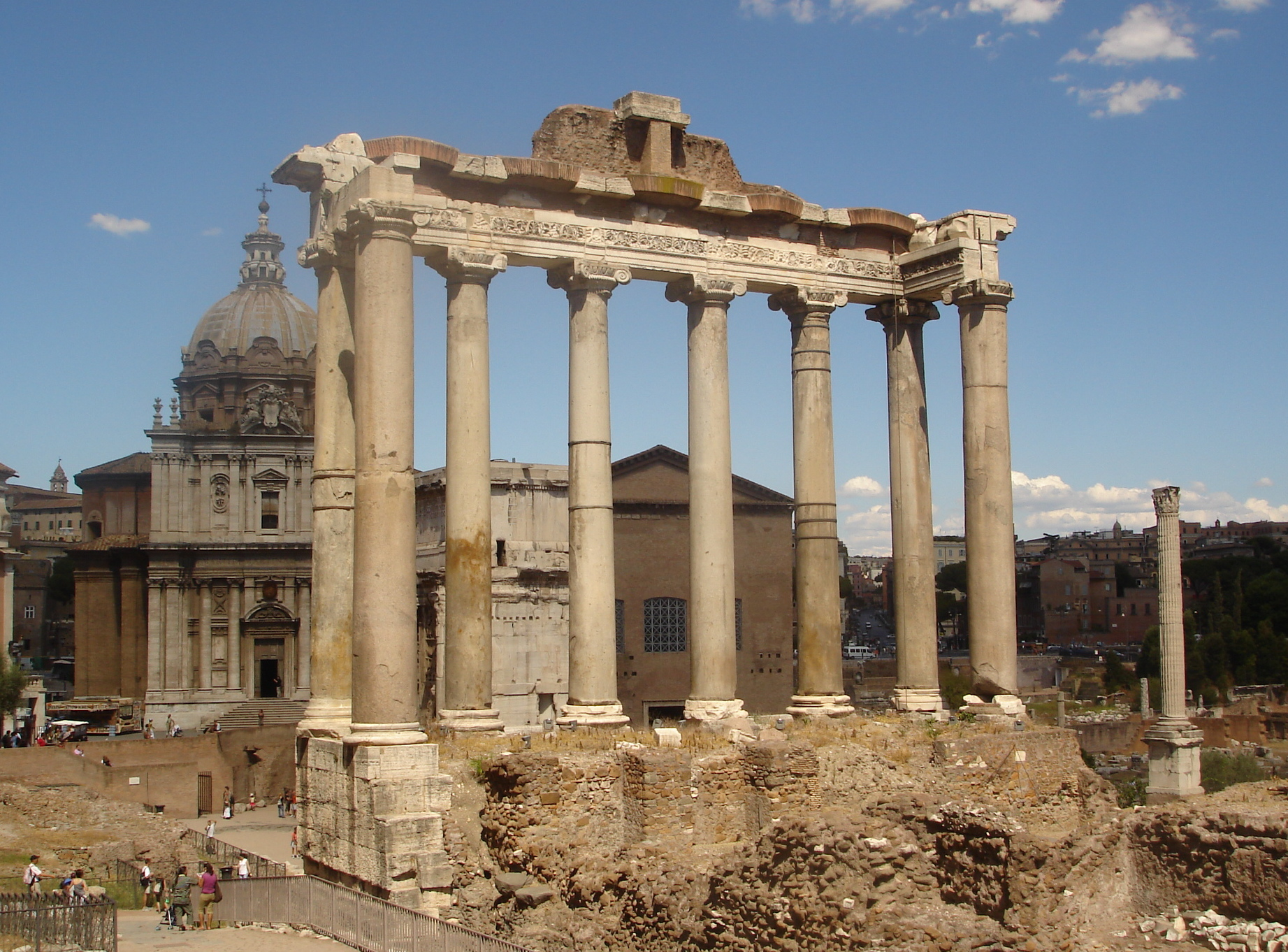
Рештки колонади
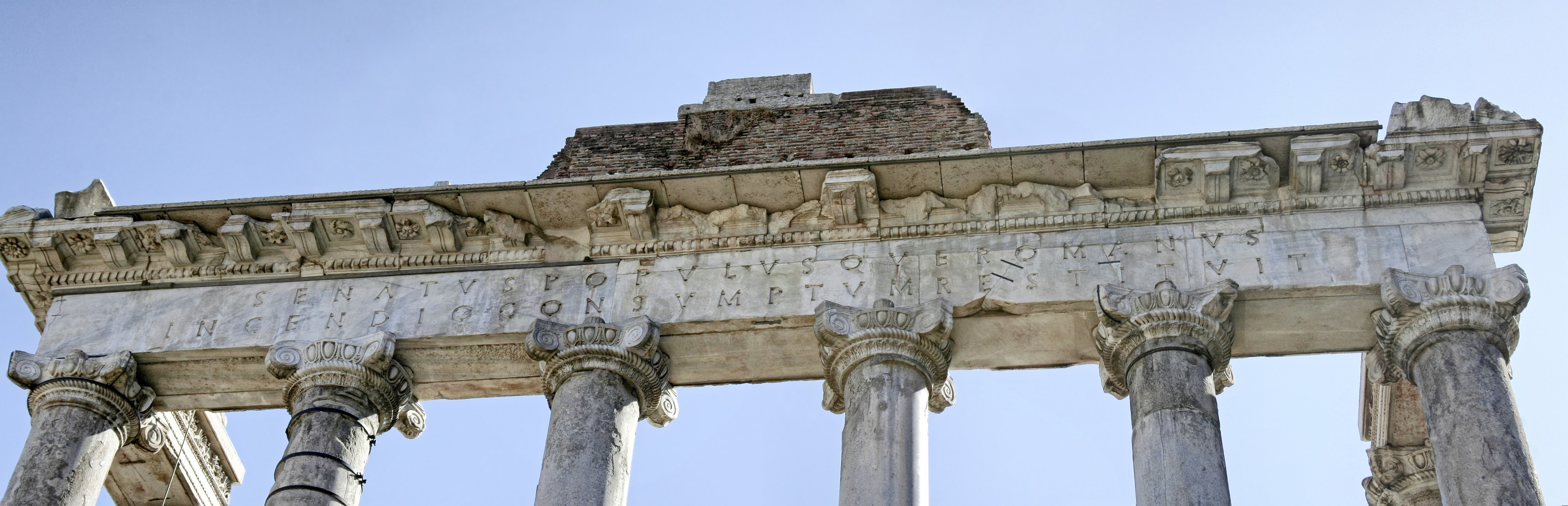
Напис
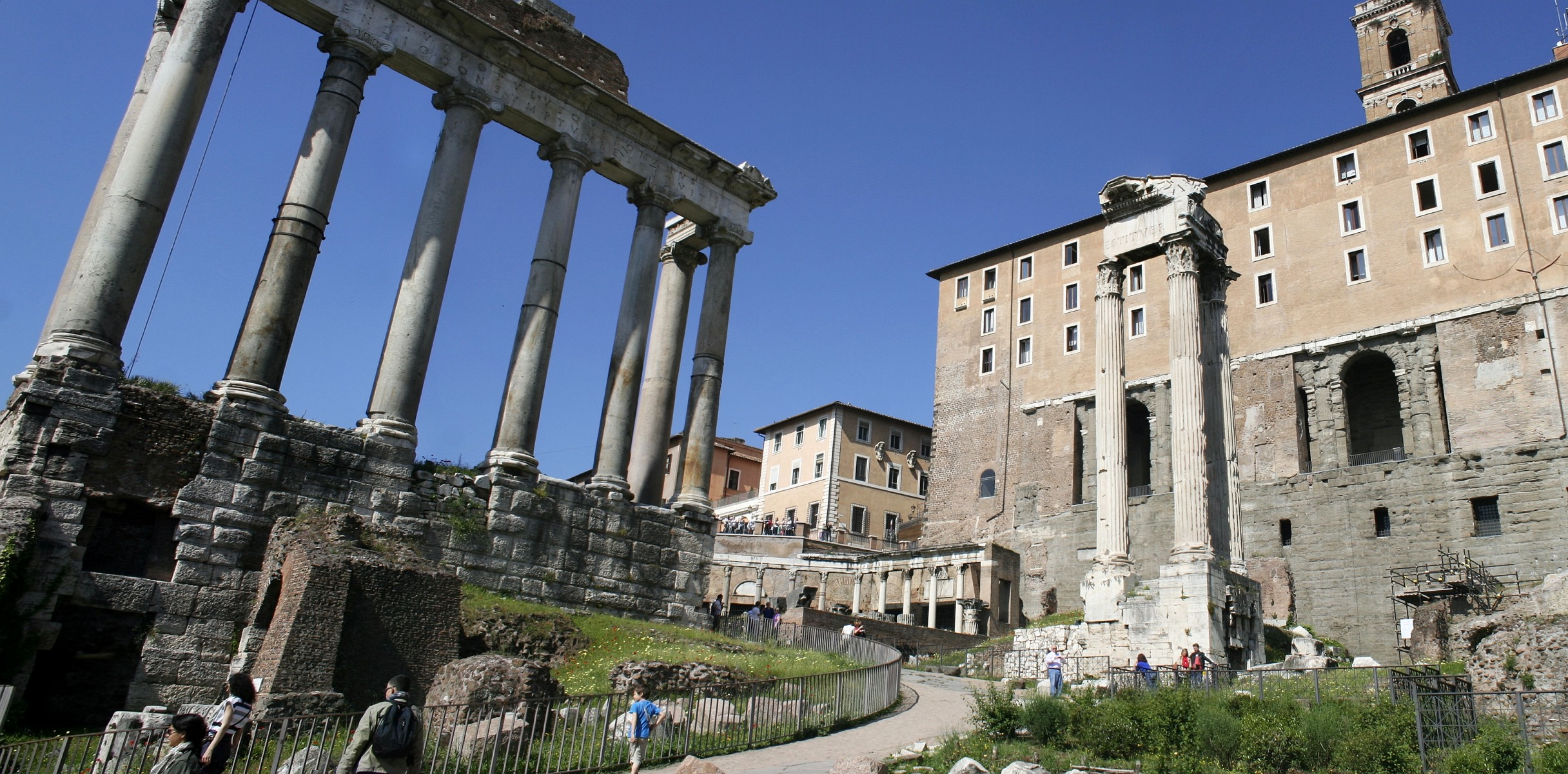
Рештки колонади, вид на Капітолійський палац
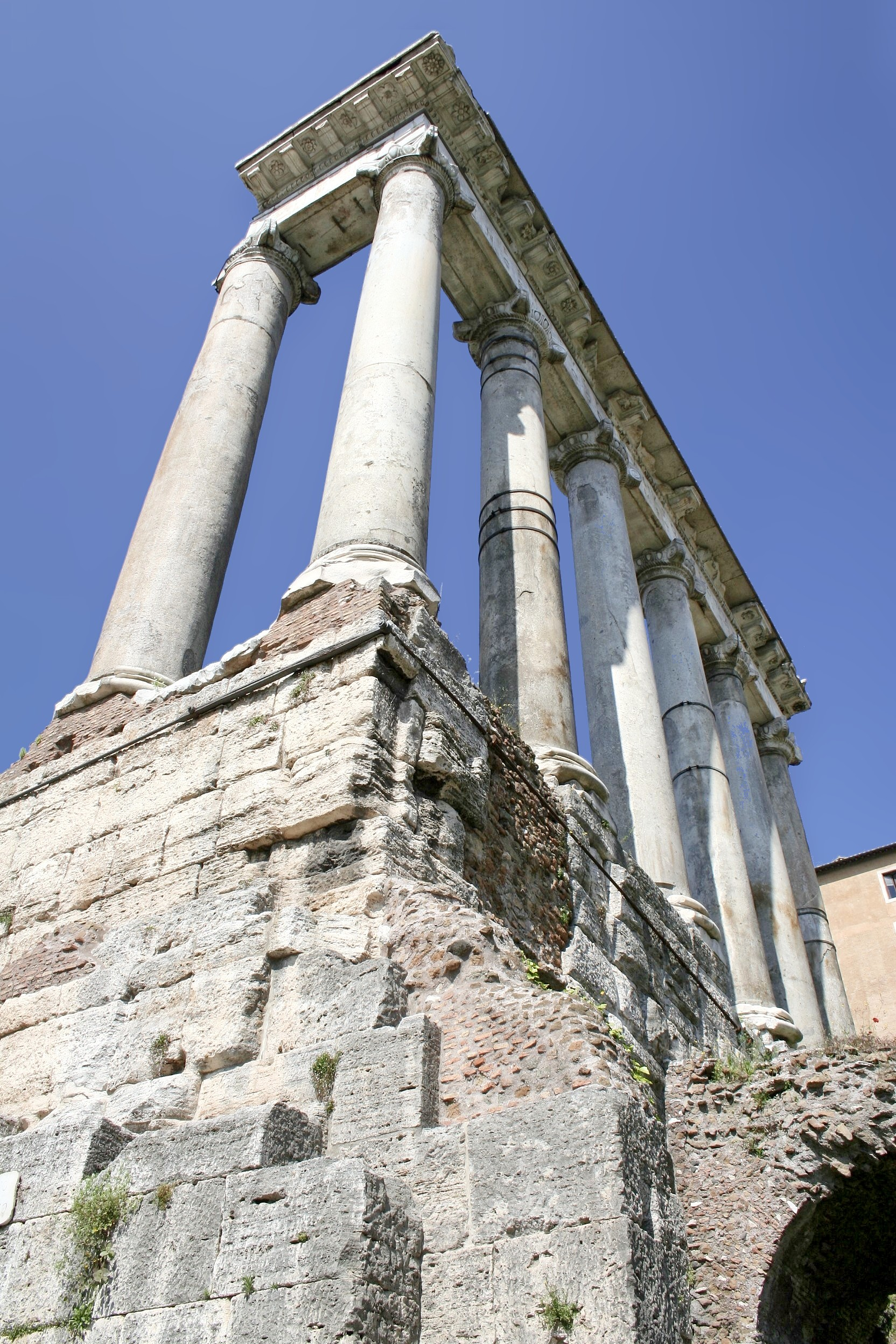
Рештки колонади